# Ambrosio Spinola y Cataneo
Ambrosio Spinola y Cataneo (Génova, siglo XVI – Madrid, 1615) fue un importante banquero italiano de la familia Spinola al servicio de los reyes Felipe II y Felipe III de España. A menudo es confundido con su homónimo Ambrosio Spínola, el famoso marqués de los Balbases, con quien no guardaba ningún parentesco directo.
Hijo de Francesco Spinola, nació en Génova en la primera mitad del siglo XVI. Fueron sus hermanos Luis, Pablo, Francisco, Vicenzo y Agustín, que también sirvió a la corona española como banquero. Proveyó de fondos a la corona en Flandes, y sostuvo a su costa una escuadra de cuatro galeras propias en Génova al servicio de la corona. Dentro de sus socios se encuentran su cuñado Jerónimo Doria, Juan Francisco Galetto y miembros de la familia Doria, como Pablo, Juan Jácome y Domingo Doria. También fue asentista, y diputado del Medio General de 1598.
Contrajo matrimonio en Génova con Aurelia Doria, hermana de Jerónimo Doria, y fueron padres de seis hijos:
1. Agustín Spinola Doria, primogénito, que heredó uno de los mayorazgos fundados por sus padres; casado con María de Bañuelos, con descendencia.
2. Francisco Spinola Doria, que heredó de su padre el mayorazgo de la villa de Montemolín, fundado en 1615.[1] Fue caballero de la Orden de Alcántara, y continuó al servicio de la Corona de España. Su nieto fue Ambrosio Spínola y Ferrer, creado I marqués de Montemolín en 1684.[3]
3. Nicolás Spinola Doria, en quien sus padres fundaron un tercer mayorazgo.
4. Blanca Spinola Doria.
5. Verónica Spinola Doria.
6. Magdalena Spinola Doria.

En su testamento, ordenó que tanto su cuerpo como el de su mujer fuesen enterrados en el monasterio de carmelitas descalzas que fundó su cuñada Magdalena Centurión, mujer de su hermano Agustín, en Génova.